# Aeroflot-Flug 3739
Bei der Flugzeugentführung von Irkutsk am 8. März 1988 versuchte die russische Großfamilie Owetschkin (russisch Овечкин) aus der sibirischen Stadt Irkutsk ein Passagierflugzeug des Typs Tupolew Tu-154, mit dem der Aeroflot-Flug 3739 von Kurgan nach Leningrad durchgeführt wurde, zu kapern, um aus der Sowjetunion in den Westen zu fliehen. Die Entführung, die in einer Katastrophe mit mehreren Toten und Verletzten endete, gilt als das erste medienwirksame Geiseldrama in der Geschichte Russlands und der Sowjetunion und zog auch deshalb öffentliche Aufmerksamkeit auf sich, weil die Owetschkins damals als Musiker-Familie in ihrem Heimatland bekannt waren.

## Hintergrund
Die Familie Owetschkin bestand zum Zeitpunkt der Entführung aus der seit 1984 verwitweten, alleinerziehenden Mutter Ninel Sergejewna (51 Jahre), den Söhnen Wassili (26), Dmitri (24), Oleg (21), Alexander (19), Igor (16), Michail (13) und Sergei (9) sowie den Töchtern Ljudmila (32), Olga (28), Tatjana (14) und Uljana (10). Die älteste Tochter Ljudmila, die bereits eine eigene Familie hatte und nicht mehr im Elternhaus wohnte, war – im Gegensatz zu den übrigen elf Owetschkins – in den Entführungsfall nicht verwickelt. Die Hauptrolle bei der Entführung spielten die fünf ältesten Söhne.
In Irkutsk war die Owetschkin-Familie in einem einfachen Holzhaus mit Bauernhof zu Hause. Auch wenn die Kinder in ärmlichen Verhältnissen aufwuchsen, galt die Mutter Ninel Sergejewna als sehr fürsorglich, was auch der Grund dafür gewesen sein dürfte, dass in die musikalische Ausbildung der als begabt geltenden Brüder viel Mühe investiert wurde. So kam es, dass Anfang der 1980er-Jahre die älteren Brüder ihre jeweiligen Instrumente – darunter Schlagzeug, Trompete, Klarinette und Saxophon – gut spielen konnten und schließlich sogar ein Amateur-Jazzensemble gründeten, das sie in Anspielung auf ein altes russisches Volksmärchen als „Sieben Simeons“ (Семь Симеонов) benannten.
Nach zahlreichen Auftritten zunächst in Irkutsk, später auch in anderen Städten der damaligen Sowjetunion wurden die Brüder in ihrer Heimat so erfolgreich, dass sie in etlichen Zeitungsartikeln Erwähnung fanden und 1985 ein erster Dokumentarfilm über sie gedreht wurde. Der Höhepunkt der musikalischen Karriere der „Sieben Simeons“ kam im Herbst 1987, als die Band als Teil einer Kulturdelegation der Oblast Irkutsk zu einem Gastauftritt nach Japan eingeladen wurde. Wie die überlebenden Geschwister später etwa im Dokumentarfilm Es waren einmal sieben Simeons ... mehrfach meinten, machte der Wohlstand und die Glitzerwelt Tokios auf die Owetschkins einen derart starken Eindruck, dass sie schon damals fliehen und in Japan um politisches Asyl bitten wollten, was jedoch vor allem an Geldmangel und an der ständigen Beobachtung durch KGB-Agenten scheiterte. Auch wenn die Owetschkins vom sowjetischen Staat eine neue Wohnung erhielten, mussten sie in ihrer Heimat trotz musikalischer Erfolge weiterhin in einfachsten Verhältnissen leben, da das bei Auftritten erspielte Geld nicht einmal dazu reichte, die neue Wohnung zu möblieren. In ihrer Verzweiflung beschloss die Familie einschließlich der Mutter letztendlich, in den vermeintlich reichen Westen auszureisen, um der Armut in der Sowjetunion zu entkommen. Da es für einen einfachen Sowjetbürger für gewöhnlich keine Möglichkeit gab, auf legale Weise ins Ausland zu gelangen, beschlossen die Owetschkins mangels erfolgversprechender Alternativen, es mit einer Flugzeugentführung zu versuchen.

## Ablauf der Entführung

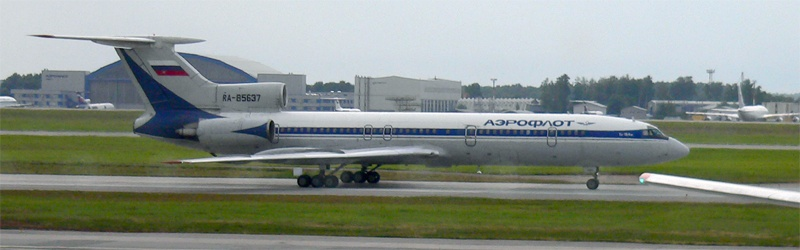
Eine Tu-154 der Aeroflot

Nach intensiven Vorbereitungen wählten die Owetschkins als Entführungsobjekt schließlich eine Tupolew Tu-154 der damals staatlichen sowjetischen Fluggesellschaft Aeroflot, mit der sie zu einem Auftritt nach Leningrad reisen sollten. Am Vormittag des 8. März 1988 hob die Maschine vom Flughafen Irkutsk ab und steuerte nach einer Zwischenlandung in Kurgan schließlich Leningrad an.
Da die Owetschkin-Brüder von ihren früheren Auftritten wussten, dass die Sicherheitskontrollen an sowjetischen Flughäfen in den 1980er-Jahren noch vergleichsweise lasch waren und insbesondere niemand je auf die Idee gekommen war, die Musikinstrumente der „Simeons“ einer näheren Kontrolle zu unterziehen, nutzten sie diese Sicherheitslücke, um etliche vorwiegend aus Jagdgewehren selbst zusammengebaute Waffen an Bord zu schmuggeln. Neben Schusswaffen gelang es den Owetschkins auf diese Weise, einen selbstgebauten Sprengsatz in einem Kontrabass zu verstecken und so ebenfalls in die Maschine mitzunehmen. Dieser Sprengsatz sollte im Fall eines Misslingens der Geiselnahme zur Explosion gebracht werden und die gesamte Familie in den Tod reißen.
Etwa gegen 15 Uhr nachmittags, kurz vor Beginn des Landeanfluges auf den Leningrader Flughafen, bestellten die Brüder eine Stewardess zu sich und überreichten ihr einen Zettel mit der Aufforderung an die Besatzung, unverzüglich den Kurs zu ändern und statt Leningrad nunmehr London anzusteuern. Für den Fall, dass doch noch der Landeanflug beginnt, drohten die Brüder, mit Erschießungen von Passagieren zu beginnen und im Extremfall die Maschine zu sprengen. Die mitgebrachten Waffen wurden dabei vorgeführt, um die Drohung glaubhaft zu machen. Die übrigen Fluggäste bekamen von der Entführung anfangs nichts mit, da die Owetschkin-Familie samt ihren Musikinstrumenten in einem separaten Fluggastraum der mit insgesamt 76 Passagieren nur halbvoll gebuchten Maschine untergebracht war. Die Mutter Ninel beteiligte sich zwar nicht aktiv an der Geiselnahme, wusste jedoch genau um den Plan und hatte diesen auch abgesegnet – genauso wie die Schwestern (mit Ausnahme der daheimgebliebenen Ljudmila) und die beiden jüngsten Brüder.
Sofort nach der Übergabe des Zettels alarmierten die Piloten die Flugsicherung. Die führende Rolle in dem Entführungsfall lag beim ältesten Bruder Wassili, der über die Flugbegleiterin Tamara Scharkaja mit der Crew kommunizieren konnte. So gelang es Scharkaja relativ schnell, die Owetschkins davon zu überzeugen, dass der Treibstoff der Maschine auf keinen Fall bis nach London reichen würde. Wassili gab nach und erlaubte schließlich, die Maschine zu einem Zwischentankstopp in Finnland landen zu lassen.
In Wirklichkeit erhielt die Crew vom Bodenpersonal die Anweisung, nicht in Finnland, sondern nahe der sowjetisch-finnischen Grenze zu landen, nämlich auf dem Militärflugplatz Weschtschowo bei Wyborg. Der Versuch, dies vor den Owetschkins zu verheimlichen, scheiterte jedoch, da sich zum Zeitpunkt der Landung noch uniformierte Soldaten auf dem Flugplatz befanden. Als die Brüder aus dem Fenster sahen und begriffen, dass sie offensichtlich auf sowjetischem Boden gelandet waren, begann das eigentliche Geiseldrama: Dmitri begann um sich zu schießen und löste damit Panik unter anderen Fluggästen aus. Der Flugbegleiterin Tamara Scharkaja gelang es jedoch zunächst, die Lage halbwegs im Griff zu halten, indem sie den Brüdern glaubhaft zu machen versuchte, dass die Tankfüllung nicht einmal bis Finnland ausgereicht hätte und die Landung nahe Leningrad daher überlebensnotwendig gewesen wäre. Daraufhin forderten die Owetschkins, dass das Flugzeug unverzüglich betankt wird und wieder startet.
Unterdessen eilte eine Sondereinsatztruppe des Sowjetischen Innenministeriums herbei. Als Dmitri sah, wie Soldaten versuchten, über den Gepäckraum der Maschine in die Fluggasträume vorzudringen, rastete er endgültig aus und tötete Scharkaja mit einem Schuss in die Brust. Als daraufhin die Erstürmung der Maschine einsetzte und die Owetschkins begriffen, dass sie keine Chance mehr hatten, zündete Alexander die Bombe, die er seit Beginn der Geiselnahme stets in der Hand hielt. Die gesamte Familie rückte zusammen, um bei der Explosion zusammen zu sterben – einzig der 16-jährige Igor, der im letzten Moment doch noch den Tod fürchtete, versteckte sich vor dem kollektiven Suizid seiner Familie in einem Toilettenraum. Die darauffolgende Explosion des selbstgebauten Sprengsatzes fiel jedoch so schwach aus, dass niemand dabei zu Schaden kam. Daraufhin erschoss Wassili seine Mutter, die ihn selbst darum bat, und richtete sich anschließend selbst. Seine Brüder Dmitri, Oleg und Alexander erschossen sich sogleich ebenfalls. Die Schwestern und die beiden kleinen Brüder waren von Wassili noch vor der Landung im anderen Fluggastraum zusammen mit den übrigen Passagieren untergebracht worden, was ihnen vermutlich das Leben gerettet hat.
Unterdessen löste die Explosion des Sprengsatzes einen Brand in der Maschine aus. Dem überlebenden Bordpersonal gelang es, zwei Notausgänge bereitzustellen, über die die Fluggäste die Maschine verlassen konnten. Einige Passagiere sprangen in Panik und Verzweiflung aus den übrigen Öffnungen, wo keine Notrutschen vorhanden waren, und zogen sich dabei Knochenbrüche und andere, teilweise schwere Verletzungen zu. Obendrein verlief die Erstürmung durch die Spezialtruppe des Innenministeriums, die auf derartige Entführungsfälle überhaupt nicht vorbereitet worden war, äußerst unprofessionell und fehlerhaft: So prügelten die Soldaten, angeblich weil sie die Entführer zunächst nicht von übrigen Fluggästen unterscheiden konnten, auf unbeteiligte und oft ohnehin verletzte Fluggäste ein. Außerdem verwundeten sie Sergei, den jüngsten Owetschkin-Bruder, mit einem Schuss in den Oberschenkel schwer.
Die Maschine brannte vollständig aus. Drei Fluggäste starben an einer Rauchgasvergiftung; Dutzende kamen mit teils schweren Verletzungen oder Verbrennungen davon. Insgesamt beläuft sich die Bilanz dieser Entführung auf neun Tote – drei Fluggäste, die erschossene Flugbegleiterin Scharkaja, die Mutter Owetschkin und ihre vier ältesten Söhne – und 35 Verletzte.

## Folgen
Im September 1988 kamen in Irkutsk die beiden überlebenden strafmündigen Geiselnehmer – der 17-jährige Igor und die 28-jährige Olga – vor Gericht. Obwohl eine der Flugbegleiterinnen ihre Zeugenaussage nachträglich zu Gunsten dieser eher passiv an der Entführung beteiligten Geschwister änderte, wurden beide zu Haftstrafen verurteilt: Igor zu acht Jahren und Olga, die zum Entführungszeitpunkt im sechsten Monat schwanger war, zu sechs Jahren. Beide wurden in den frühen 1990er-Jahren vorzeitig entlassen. Igor Owetschkin geriet später ins kriminelle Milieu, wurde 1999 wegen Drogenhandels verhaftet und im selben Jahr im Gefängnis von einem Mitinsassen ermordet. Olga lebte nach ihrer Entlassung mit ihrem neuen Lebensgefährten zusammen, der sie im Juni 2004 nach einem Trinkgelage erschlug. Die zum Entführungszeitpunkt strafunmündigen Geschwister sowie Olgas im Gefängnis geborene kleine Tochter wurden von der ältesten Schwester, Ljudmila Owetschkina, großgezogen. Die musikalische Karriere setzte Michail als einziger der überlebenden Owetschkin-Geschwister fort. Er lebt heute in Spanien und spielt dort in der „Jinx Jazz Band“.
Die Entführung stieß in der damaligen Sowjetunion auf ein erhebliches Medienecho, das auch nach ihrem Zerfall nicht ganz abklang. 1990 drehten Herz Frank und Wladimir Eisner mit Es waren einmal sieben Simeons ... (Жили-были Семь Симеонов) den bislang bekanntesten Dokumentarfilm über die Familie und das Entführungsdrama, in dem teilweise auch Spielfilmszenen verwendet wurden. 1999 kam in Russland der auf dem Fall basierende Spielfilm namens Mama (u. a. mit Nonna Mordjukowa, Oleg Menschikow und Jewgeni Mironow) in die Kinos.